# Hrabstwo Turner (Georgia)

Piramida wieku hrabstwa

Hrabstwo Turner (ang. Turner County) – hrabstwo w stanie Georgia, w Stanach Zjednoczonych. Jego siedzibą administracyjną jest Ashburn.

## Nazwa
Nazwa hrabstwa pochodzi od nazwiska Henry'ego Gray Turnera (1839–1904), gubernatora, Kongresmena Stanów Zjednoczonych, bohatera Wojny Secesyjnej.

## Geografia
Według spisu z 2010 obszar całkowity hrabstwa obejmuje powierzchnię 289,85 mil2 (751 km²), z czego 286,03 mil2 (741 km²) stanowią lądy, a 3,83 mil2 (10 km²) stanowią wody. Według spisu w 2020 roku liczy 9 tys. mieszkańców, w tym 53,3% to osoby białe nielatynoskie i 40,5% to czarnoskórzy lub Afroamerykanie.

### Sąsiednie hrabstwa
- Hrabstwo Wilcox, Georgia (północny wschód)
- Hrabstwo Ben Hill, Georgia (wschód)
- Hrabstwo Irwin, Georgia (wschód, południowy wschód)
- Hrabstwo Tift, Georgia (południowy wschód)
- Hrabstwo Worth, Georgia (południowy zachód)
- Hrabstwo Crisp, Georgia (północny zachód)

### Miejscowości
- Ashburn
- Rebecca
- Sycamore

## Religia
Hrabstwo posiada najwyższy odsetek baptystów w stanie Georgia, gdzie w 2010 roku, 61,8% populacji jest członkami kościołów baptystycznych. Ponadto znaczne grono wiernych mieli metodyści (5 kościołów) i zielonoświątkowcy (4 zbory). Spoza grup protestanckich obecni byli świadkowie Jehowy (1 zbór).

## Polityka
W wyborach prezydenckich w 2020 roku, 62,0% głosów otrzymał Donald Trump i 37,2% przypadło dla Joe Bidena.